# Santo André
Santo André este un oraș în São Paulo (SP), Brazilia.

## Personalități născute aici
- Samuel Lino (n. 1999), fotbalist.

1. ↑   https://www.al.sp.gov.br/norma/125103 Lipsește sau este vid: |title= (ajutor)